# Bundestagswahlkreis Löbau-Zittau – Görlitz – Niesky
Der Bundestagswahlkreis Löbau-Zittau – Görlitz – Niesky war ein Wahlkreis in Sachsen bei den Bundestagswahlen 2002 und 2005. Er trug die Wahlkreisnummer 157 und umfasste die kreisfreie Stadt Görlitz, den damaligen Landkreis Löbau-Zittau, die Gemeinden  Markersdorf und Niesky und die Verwaltungsgemeinschaften Reichenbach/O.L. Rothenburg/O.L. sowie der Verwaltungsverband Weißer Schöps/Neiße vom Niederschlesischen Oberlausitzkreis.
Mit der Kreisreform von 2008 wurden auch die Wahlkreise in Sachsen grundsätzlich neu gestaltet. Der Wahlkreis Löbau-Zittau – Görlitz – Niesky wurde dabei aufgelöst und ging zur Bundestagswahl 2009 im Bundestagswahlkreis Görlitz auf.

## Bundestagswahl 2005
| Kandidaten                     | Kandidaten                      | Parteien/Listen   | Erststimmen | Erststimmen | Zweitstimmen | Zweitstimmen |
| Kandidaten                     | Kandidaten                      | Parteien/Listen   | Stimmen     | %           | Stimmen      | %            |
| ------------------------------ | ------------------------------- | ----------------- | ----------- | ----------- | ------------ | ------------ |
|                                | Michael Kretschmergewählt im WK | CDU               | 56.744      | 38,5        | 48.436       | 32,8         |
|                                | Wolfgang Gunkel                 | SPD               | 27.343      | 18,5        | 30.105       | 20,4         |
|                                | Ilja Seifert                    | Die Linke.        | 34.704      | 23,5        | 35.392       | 24,0         |
|                                | Harald Twupack                  | FDP               | 9.905       | 6,7         | 13.784       | 9,3          |
|                                | Joachim Schulze                 | GRÜNE             | 6.222       | 4,2         | 5.687        | 3,9          |
|                                | Johannes Müller                 | NPD               | 9.834       | 6,7         | 8.801        | 6,0          |
|                                | –                               | REP               | –           | –           | 540          | 0,4          |
|                                | –                               | PBC               | –           | –           | 835          | 0,6          |
|                                | Franz John                      | BüSo              | 2.715       | 1,8         | 1.467        | 1,0          |
|                                | –                               | AGFG              | –           | –           | 1.990        | 1,3          |
|                                | –                               | MLPD              | –           | –           | 198          | 0,1          |
|                                | –                               | PSG               | –           | –           | 453          | 0,3          |
| Gesamt                         | Gesamt                          | Gesamt            | 147.467     | 100         | 147.688      | 100          |
|                                |                                 |                   |             |             |              |              |
| Ungültige Stimmen              | Ungültige Stimmen               | Ungültige Stimmen | 3.483       | 2,3         | 3.262        | 2,2          |
| Wähler                         | Wähler                          | Wähler            | 150.950     | 74,3        | 150.950      | 74,3         |
| Wahlberechtigte                | Wahlberechtigte                 | Wahlberechtigte   | 203.180     |             | 203.180      |              |
|                                |                                 |                   |             |             |              |              |
| Quellen: Der Bundeswahlleiter, |                                 |                   |             |             |              |              |

## Bundestagswahl 2002
| Kandidaten                     | Kandidaten                      | Parteien/Listen   | Erststimmen | Erststimmen | Zweitstimmen | Zweitstimmen |
| Kandidaten                     | Kandidaten                      | Parteien/Listen   | Stimmen     | %           | Stimmen      | %            |
| ------------------------------ | ------------------------------- | ----------------- | ----------- | ----------- | ------------ | ------------ |
|                                | Michael Kretschmergewählt im WK | CDU               | 59.399      | 40,6        | 55.503       | 37,9         |
|                                | Christian Müller                | SPD               | 39.469      | 27,0        | 41.603       | 28,4         |
|                                | Ilja Seifert                    | PDS               | 26.845      | 18,4        | 23.868       | 16,3         |
|                                | Peter Schulze                   | GRÜNE             | 4.742       | 3,2         | 5.359        | 3,7          |
|                                | Kristin Schütz                  | FDP               | 13.856      | 9,5         | 10.993       | 7,5          |
|                                | –                               | REP               | –           | –           | 1.408        | 1,0          |
|                                | −                               | NPD               | –           | –           | 2.887        | 2,0          |
|                                | −                               | PBC               | –           | –           | 818          | 0,6          |
|                                | −                               | GRAUE             | –           | –           | 1.140        | 0,8          |
|                                | Michael Leyerer                 | BüSo              | 1.822       | 1,2         | 790          | 0,5          |
|                                | –                               | Schill            | –           | –           | 2.158        | 1,5          |
| Gesamt                         | Gesamt                          | Gesamt            | 146.133     | 100         | 146.527      | 100          |
|                                |                                 |                   |             |             |              |              |
| Ungültige Stimmen              | Ungültige Stimmen               | Ungültige Stimmen | 3.634       | 2,4         | 3.240        | 2,2          |
| Wähler                         | Wähler                          | Wähler            | 149.767     | 72,2        | 149.767      | 72,2         |
| Wahlberechtigte                | Wahlberechtigte                 | Wahlberechtigte   | 207.575     |             | 207.575      |              |
|                                |                                 |                   |             |             |              |              |
| Quellen: Der Bundeswahlleiter, |                                 |                   |             |             |              |              |

## Wahlkreissieger
| Wahl | Name               | Partei | Erststimmen in % |
| ---- | ------------------ | ------ | ---------------- |
| 2005 | Michael Kretschmer | CDU    | 38,5             |
| 2002 | Michael Kretschmer | CDU    | 40,6             |